# مريديث اندروز
مريديث اندروز (بالإنجليزية: Meredith Andrews)‏ هي كاتبة غنائية أمريكية، ولدت في 19 يناير 1983 في ويلسون في الولايات المتحدة.

## وصلات خارجية
- الموقع الرسمي